# Per Brahe de Oude

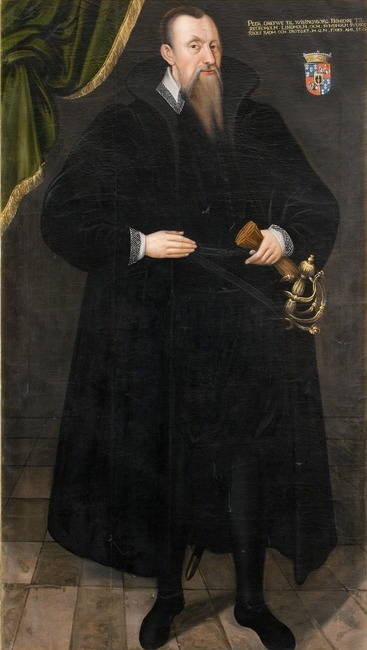
Foto uit het tijdschrift Vecka uit 1942, die afkomstig is van een 16e-eeuws schilderij (portret van Per Brahe).

Per Brahe de Oude (1520 - 1590) was een Zweedse staatsman en graaf van Visingsborg.
Brahe was een neef van koning Gustaaf Wasa en was een zoon van diens zus Margareta Eriksdotter Wasa. Hij was een van de eersten die in de Zweedse adel werden opgenomen en de titel van graaf kregen toebedeeld, toen dit werd geïntroduceerd door koning Erik XIV van Zweden bij zijn troonsbestijging in 1561. Graaf Per (soms ook Peter genoemd) werd graaf van Visingsborg. Hij had zitting in de hoge hofraad van Zweden en was gouverneur van kasteel Stockholm vanaf 1540. Bij de troonsbestijging van Johan III van Zweden werd Per tot landdrost van Zweden aangewezen en ook gouverneur van Norrland. Ook het gouverneurschap van Stockholm behield hij.
Hij was de vader van Erik Brahe (1552-1614), Gustaf Brahe (1558-1615) en Magnus Brahe (1564-1633), en de grootvader van Per Brahe de Jonge (1602-1680).